# 1635: Інцидент у Дрісоні
«1635: Інцидент у Дрісоні» (англ. 1635: The Dreeson Incident) — роман із серії альтернативної історії «1632», що написаний Вірджинією ДеМарс та Еріком Флінтом як продовження повісті Флінта «1634: Баварська криза».

## Короткий зміст сюжету
Дія роману розгортається після подій «1634: Справа Галілея» та «1635: Гарматний закон», у яких французький екстреміст-гугенот Мішель Дюко був ледь не вбив папу Урбана VIII і був змушений тікати зі своїми послідовниками з Риму. Лідери групи французьких гугенотів під керівництвом Дюко оселилися в Шотландії, будуючи плани осоромити кардинала Рішельє. Мішель також залишив суворі вказівки для кількох своїх послідовників на чолі з Гійомом Локвіф'є у Франкфурті нічого не робити, доки він не дасть їм нових наказів.
Тим часом герцог Анрі де Роан, гугенот найвищого рангу, має власну групу агентів, які спостерігають за подіями по всій Європі. Він також хотів би, щоб Рішельє був усунутий з посади, але вважає радикальні дії Дюко самопровалом. Дізнавшись про події в Римі, Анрі пише листи своїм агентам у Ґрантвіль, Франкфурт та інші місця, попереджаючи про втечу Дюко та наказуючи їм повідомити його, якщо Дюко з'явиться. Рохан має двох подвійних агентів, які працюють в рамках операції Дюко. Жак-П'єр Дюме — один із подвійних агентів, що працюють на герцога, який працює в Ґрантвілі збирачем сміття, таємно досліджуючи знання ХХ століття, відкинуті жителями Америки. Начальник шпигунів Франциско Насі також намагався вистежити Дюко. Його агенти та інші надсилали звіти про діяльність у Ґрантвілі та в інших місцях держави Тюрінгія-Франконія.
У розпал цих подій відбуваються вибори у Сполучених Штатах Європи. Чинний прем'єр-міністр Майк Стернс впевнений, що його політична партія програє, але вважає, що його опонент Вільям Веттін перенапружить себе і свою партію лоялістів корони. Гугеноти Дюко у Франкфурті планують демонстрацію і акцію в Ґрантвілі, щоб очорнити Рішельє, готуючи замахи на впливових діячів Ґрантвіля: мера Генрі Дрісона та пресвітеріанського служителя Еноха Вайлі (оскільки замахи на таких осіб, як Майк Стернс та Густав Адольф, залишаються неможливими). Вбивства були успішно здійснені під час кількох маніпульованих демонстрацій проти вакцинації та розтинів за допомогою дауншифтерів і антисемітського інциденту в синагозі Ґрантвіля як прикриття для вбивства. Зрештою, результати виявилися не такими, як планували гугеноти: Насі, Стернс і ще кілька людей з'ясовують причину вбивств. Вони та інші однодумці шоковані провокаційними діями антисемітів і вирішують використати інцидент для виправдання тотальної ліквідації всіх антисемітських сил на території, контрольованій союзниками Ґрантвіля.

## Літературне значення та відгуки
Книга отримала переважно змішані чи низькі відгуки читачів.
Рецензенту SFRevu книжка сподобалася, але він написав, що «читацтво легко захопити цими героями, хоча інколи важко відстежити всі сюжети, які розвиваються». Library Journal дав більш позитивну рецензію, сказавши, що автори «зберігають рухливість дії та чесність історії, оскільки звичайні громадяни ХХ століття переносять свої навички та свої надії в темний час європейської історії». Рецензент Booklist написав, що ця книга є «твердим доповненням до саги про альтернативну історію „Вогняного кільця“».
1635: Інцидент з Дрісоном був включений до списку бестселерів журналу Locus у твердій обкладинці за один місяць у 2009 році під номером 5.